# 若泽·格拉齐亚诺·达席尔瓦
若泽·格拉齐亚诺·达席尔瓦（葡萄牙語：José Graziano da Silva，1949年11月17日—），巴西政治人物，曾任联合国粮食及农业组织总干事。

## 生平
1949年生于美国伊利诺伊州厄巴纳，父母为意大利裔巴西人。1972年毕业于圣保罗大学，获农学学士学位。后留校深造，1974年获农村经济与社会学硕士学位。1980年在坎皮纳斯州立大学获得经济学博士学位。他还在倫敦大學拉美研究院和加利福尼亞大學柏克萊分校从事博士後研究。回到巴西后，长期在坎皮纳斯州立大学从事科研和教学工作。
2001年，他协调制定了“零饥饿”计划，旨在消除饥饿和提高社会包容力。2002年路易斯·伊纳西奥·卢拉·达席尔瓦当选巴西总统后，他被任命为粮食安全特别部长，直接负责零饥饿的实施工作。2004年转任总统特别顾问。
2006年3月，他成为联合国粮食及农业组织拉丁美洲和加勒比地区办事处助理总干事。任内积极呼吁各国支持2025年拉丁美洲和加勒比地区零饥饿倡议。2011年6月26日，经过联合国粮食及农业组织大会第三十七届会议两轮投票，他以微弱优势击败西班牙前外交与合作大臣莫拉蒂诺斯，成功当选为新任总干事。2015年6月，他作为唯一候选人，以177票（1票反对）的历史性投票率再次当选为粮农组织总干事，任期四年。

## 荣誉

### 外国勋章奖章
- 二等扎耶德二世勋章（阿联酋，2019年6月27日于罗马颁发[5]）